# Linophryne sexfilis
Linophryne sexfilis är en fiskart som beskrevs av Bertelsen, 1973. Linophryne sexfilis ingår i släktet Linophryne och familjen Linophrynidae. Inga underarter finns listade i Catalogue of Life.